# Рашевщина
Рашевщина (укр. Рашевщина) — урочище, расположенное на территории Новозаводского района Чернигова. Площадь — 4,4 га. Согласно изданию «Чернігівщина: Енциклопедичний довідник» именуется как Черниговская Швейцаровка.

## История
...Усадьба была со многими оврагами, очень живописная... Со стороны шоссе был виден кусочек нашей усадьбы, пожалуй, самый красивый. В долине был пруд, к нему спускалась еловая аллея, и к самой воде подходила лестница. Вокруг пруда шли террасы. Растения на них были так подобраны, что все время что-то цвело, было много роз. А на горке беседка "Ласточкино гнездо”. На этом склоне были подобраны деревья по цвету осенних листьев. Темные сосны и ели, на их фоне желтые березы и клены...— Описание урочища И.Рашевской-Русовой
Во время Великой Отечественной войны: в период оккупации Чернигова 1941—1943 годы в урочище были расстреляны люди, перепохороненные в урочище Яловщина. 
В урочище планируется создание арт-сада имени Ивана Рашевского.   
Согласно концепции развития озеленения города Чернигова на 2012-2025 годы, предполагается реконструкция зелёной зоны и благоустройства по проспекту Мира 116А под «Сад Мартына Небабы».

## Описание
Урочище расположено на правом склоне балки реки Черторыйка — между Швейцаровкой, Красным Хутором и микрорайоном Боевая — западнее перекрестка проспекта Мира и улицы Елены Билевич. 
Абсолютные высоты колеблются в пределах 121-134 м над уровнем моря: высоты возрастают от тальвега оврага до возвышения в направлении перекрёстка проспекта Мира и Казацкой улицы. 
Здесь был (ныне утрачен) памятник истории Дом Рашевского (проспект Мира, 116) с охранным №3459. Усадьба принадлежала художнику и скульптору Ивану Рашевскому. Дом был разрушен в 2000-е годы.

## Природа
Природа урочища представлена хвойными и лиственными породами деревьев.
В урочище распространены такие лесные сообщества (ценозы): Pineta sylvestris (сосна обыкновенная), Betuleta pendulae (берёза повислая), Robinieta pseudoacaciae (робиния ложноакациевая).